# الفجرة (السدة)

تعديل مصدري - تعديل

الفجرة محلة تابعة لقرية بيت العولقي، التابعة لعزلة الاعماس بمديرية السدة إحدى مديريات محافظة إب في الجمهورية اليمنية.، بلغ تعداد سكانها 23 حسب تعداد اليمن لعام 2004.